# Alain Cuny
Alain Cuny, nome d'arte di René Xavier Marie (Saint-Malo, 12 luglio 1908 – Parigi, 16 maggio 1994), è stato un attore francese, che lavorò a lungo in Italia.

## Biografia
Era il figlio di Marguerite Soudée, casalinga e Albert Cuny, avvocato. Dopo aver studiato pittura e disegno all'École nationale supérieure des beaux-arts di Parigi, diventò cartellonista e scenografo teatrale, passando successivamente al cinema in qualità di scenografo e costumista lavorando al fianco di grandi registi come Alberto Cavalcanti, Jacques Feyder e Jean Renoir. Passato alla recitazione teatrale, debuttò come attore sul grande schermo con Madame Sans-Gêne (1941) ed ebbe il primo ruolo di rilievo nel film L'amore e il diavolo (1942) di Marcel Carné.

Alain Cuny, a sinistra, con Gian Maria Volonté in Uomini contro (1970) di Francesco Rosi

Grazie a un volto dai lineamenti severi e squadrati e ad una imponente presenza scenica, Alain Cuny si specializzò in personaggi romantici e solitari, e in ruoli di intellettuali tormentati, rendendo significativi molti personaggi non protagonisti grazie alla sua figura pacata e riflessiva. Dopo una pausa successiva agli esordi nei primi anni quaranta, tornò sul grande schermo nel 1950 con il film Il Cristo proibito di Curzio Malaparte, che fu il primo di numerosi altri successi che egli conquistò in pellicole di produzione italiana, come il ruolo dell'intellettuale che uccide i propri bambini e se stesso ne La dolce vita (1960) di Federico Fellini. Cuny tornò a essere diretto dal regista riminese in Fellini Satyricon (1969), e durante la sua carriera lavorò con altri grandi registi italiani, come Michelangelo Antonioni in La signora senza camelie (1952), e Mauro Bolognini in La corruzione (1963).
Interprete di personaggi sempre più drammatici e complessi, spesso ambigui e sfuggenti, Cuny lavorò con Jean Delannoy in Notre-Dame de Paris (1956), in cui interpretò il ruolo di Frollo, Louis Malle in Gli amanti (1958), Luis Buñuel in La via lattea (1969), Marco Ferreri in L'udienza (1971) e Non toccare la donna bianca (1974). Fu più volte impegnato in pellicole dirette dal regista Francesco Rosi, a iniziare da Uomini contro (1970), in cui impersonò un generale italiano, per proseguire con Cadaveri eccellenti (1976), Cristo si è fermato a Eboli (1979) e Cronaca di una morte annunciata (1987), che fu una delle sue ultime significative interpretazioni. Dello stesso periodo, da ricordare la sua partecipazione a Detective (1985) di Jean-Luc Godard e alla miniserie La coscienza di Zeno (1988) di Sandro Bolchi.

## Filmografia parziale

### Cinema
- Après Mein Kampf mes crimes, regia di Alexandre Ryder (1940)
- L'amore e il diavolo (Les Visiteurs de soir), regia di Marcel Carné (1942)
- Il Cristo proibito, regia di Curzio Malaparte (1951)
- Camicie rosse, regia di Goffredo Alessandrini (1952)
- La signora senza camelie, regia di Michelangelo Antonioni (1953)
- Notre-Dame de Paris, regia di Jean Delannoy (1956)
- Gli amanti (Les Amants), regia di Louis Malle (1958)
- La dolce vita, regia di Federico Fellini (1960)
- Buccia di banana (Peau de banane), regia di Marcel Ophüls (1963)
- La corruzione, regia di Mauro Bolognini (1963)
- Fellini Satyricon, regia di Federico Fellini (1969)
- La via lattea (La Voie lactée), regia di Luis Buñuel (1969)
- Uomini contro, regia di Francesco Rosi (1970)
- L'udienza, regia di Marco Ferreri (1971)
- La grande scrofa nera, regia di Filippo Ottoni (1971)
- Il maestro e Margherita, regia di Aleksandar Petrović (1972)
- La rosa rossa, regia di Franco Giraldi (1973)
- Non toccare la donna bianca, regia di Marco Ferreri (1974)
- Emmanuelle, regia di Just Jaeckin (1974)
- Irene, Irene, regia di Peter Del Monte (1975)
- Cadaveri eccellenti, regia di Francesco Rosi (1976)
- I prosseneti, regia di Brunello Rondi (1976)
- Cristo si è fermato a Eboli, regia di Francesco Rosi (1979)
- Detective, regia di Jean-Luc Godard (1985)
- Cronaca di una morte annunciata, regia di Francesco Rosi (1987)
- Camille Claudel, regia di Bruno Nuytten (1988)
- Uova di garofano, regia di Silvano Agosti (1991)
- L'annonce faite à Marie, regia di Alain Cuny (1991)
- Il ritorno di Casanova (Le Retour de Casanova), regia di Édouard Niermans (1992)

### Televisione
- Adrienne Mesurat, regia di Marcel L'Herbier – film TV (1953)
- I vecchi e i giovani, regia di Marco Leto – miniserie TV (1979)
- Semmelweis, regia di Gianfranco Bettetini – film TV (1981)
- Buio nella valle, regia di Giuseppe Fina – miniserie TV (1984)
- Il corsaro, regia di Franco Giraldi – miniserie TV (1985)
- La piovra 3, regia di Luigi Perelli – miniserie TV (1987)
- La coscienza di Zeno, regia di Sandro Bolchi – miniserie TV (1988)
- La famiglia Ricordi – miniserie TV, 4 episodi (1994)

## Doppiatori italiani
- Giorgio Piazza in I prosseneti, La piovra 3
- Sandro Ruffini in Il Cristo proibito
- Mario Pisu in Camicie rosse (Anita Garibaldi)
- Gualtiero De Angelis in La signora senza camelie
- Emilio Cigoli in Notre-Dame de Paris
- Romolo Valli in La dolce vita
- Enrico Maria Salerno in La corruzione
- Vittorio Di Prima in La via lattea
- Carlo D'Angelo in Uomini contro
- Enzo Tarascio in La grande scrofa nera
- Sergio Rossi in Il maestro e Margherita
- Arturo Dominici in Non toccare la donna bianca
- Bruno Alessandro in Emmanuelle
- Glauco Onorato in La coscienza di Zeno
- Nando Gazzolo in Il ritorno di Casanova